# Gräsbäcktjärnarna (Bodums socken, Ångermanland, 710679-152695)
Gräsbäcktjärnarna är en sjö i Strömsunds kommun i Ångermanland och ingår i Ångermanälvens huvudavrinningsområde.